# إنيمونزو
إنيمونزو( فريوليان ) كوموني (بلدية) في مقاطعة أوديني في منطقة فريولي فينيتسيا جوليا الإيطالية ، وتقع على بعد حوالي 110 كيلومتر (68 ميل) شمال غرب ترييستي وحوالي 45 كيلومتر (28 ميل) شمال غرب أوديني .
تقع إنيمونزو على حدود البلديات التالية: بريون و رافيو و سوجيف وفيرزجنيس و فيلا سانتينا .

## روابط خارجية
- www.enemonzo.org/